# Jean-Bernard Pouy
Jean-Bernard Pouy, nacido el 2 de enero de 1946 en París, es un escritor libertario francés y director de colecciones literarias.

## Biografía
Autor popular, inaugura varias colecciones (Zèbres, Le Poulpe, Pierre de Gondol, Série grise, Tourisme et polar). Es el creador del personaje de Gabriel Lecouvreur, apodado Le Poulpe, publicado por la editorial Baleine de la que es uno de los fundadores. Más tarde lanza la serie Pierre de Gondol bajo el mismo principio que le Poulpe. En 2002, publica Die Amsel (Le Merle), dejando suponer que solo era el traductor de Arthur Keelt, autor imaginario de la novela.
Es adepto del Oulipo y participa en el programa radiofónico Des Papous dans la tête en France Culture. 
Desde 2006 es director de la colección de novela negra Suite noire en la editorial Éditions La Branche.
En 2009 publica una breve historia de la novela negra (Une brève histoire du roman noir).